# Blumea martiniana
Blumea martiniana là một loài thực vật có hoa trong họ Cúc. Loài này được Vaniot mô tả khoa học đầu tiên năm 1903.